# Стрингер

Поздовжній набір: 1 — форштевень, 2 — бортовий стрингер, 3 — кіль, 4 — книця, 5 — скуловий стрингер, 6 — шпангоут, 7 — транець, 8 — флор, 9 — бімс

Стри́нгер (англ. stringer від to string — «натягати») — елемент суднового набору, поздовжнє ребро в конструкції корпусу судна, що бере участь у рівномірному розподілі навантаження між шпангоутами та проміжними опорами.
Стрингери бувають днищевими, бортовими, скуловими та палубними.
- Днищеві стрингери — поздовжні балки днищевого перекриття.
- Бортові стрингери (поздовжня система) — поздовжні балки бортового перекриття — рамна підсилена балка.
- Скулові стрингери — стрингери, розташовані між днищевими й бортовими, у районі днищевих скул.
- Палубні стрингери — елементи поздовжнього набору палуби.

При поздовжній системі стрингери є основою конструкції (поряд з поздовжніми і поперечними бімсами та рамними шпангоутами).
При поперечній системі стрингери грають допоміжну роль і поділяються на несучі та інтеркостельні. Несучі стрингери йдуть від носа до корми, а інтеркостельні стрингери (від англ. intercostal — «міжреберний») складаються з окремих секцій, вставлених між безперервними шпангоутами. Найбільш верхній стрингер називається привальним брусом: на нього кладуться кінці бімсів.

## Інше
- Стрингер дошки для серфінгу — тонкий шматок дерева від носа до хвоста, що підвищує її міцність